# Haselbach (Aalbach)
Der Haselbach, auch Haselgraben genannt, ist der fast 6 Kilometer lange, südöstliche und linke Quellbach des Aalbachs. Er ist ein Nebenstrang des Aalbachs und wird deshalb von manchen auch als dessen linker Zufluss angesehen.

## Geographie

### Verlauf
Der Haselbach, am Oberlauf auch Haselgrundgraben genannt, entspringt im Gebiet der Gemeinde Eisingen auf einer Höhe von 285 m ü. NHN im Waldgewann Im Sohl etwa 150 Meter nördlich der Grenze von Eisingen zu dem gemeindefreien Irtenberger Wald. Seine nur intermittierend wasserführende Quelle liegt etwa 900 Meter südwestlich des Pfarrdorfs Eisingen, circa 1,2 Kilometer westnordwestlich des  Pfarrdorfs Kist und ungefähr 1,2 Kilometer südöstlich des Pfarrdorfs Waldbrunn.
Der Bach fließt zunächst gut 200 Meter in westsüdwestlicher Richtung durch einen Mischwald, wendet sich nach Südwesten, verlässt dann Eisingen und betritt das Gebiet des Irtenberger Walds, wo er gleich darauf beim Autobahndreieck Würzburg-West die Verbindungsrampe zur Auffahrt von der A 81 zur A 3 unterfließt. Er läuft dann an einen kleinen Teich vorbei, unterquert danach die A 3 und wird gleich darauf auf seiner linken Seite von einem zweiten Quellast gespeist.
Der vereinigte Bach kreuzt nun die Abfahrtsrampe und zieht dann südlich der A 3 (E 41)  im Gewann Dornrain etwa 50 Meter westnordwestwärts durch Wald. Von Süden her läuft dabei das über drei Kilometer lange Trockental Vorderer Tierberggraben mit Nebentälern zu, das im gemeindefreien Gebiet liegt und als Irtenbergergraben bei der Enklave Irtenberg beginnt. Nach ungefähr einem halben Kilometer passiert der Haselbach die Gemeindegrenze des Irtenberger Walds zu Waldbrunn und läuft dann, teilweise gesäumt von Hecken, Gebüschen und Altgrasbeständen, weiterhin südlich der Autobahn durch die Felder und Wiesen der Flur Der weise Grund. Nördlich der Autobahn ist dort in der Flur Alten Gereut ein großer Streuobstbestand mit Hecken und etwas westlich davon liegt eine Solaranlage.  Gut einen Kilometer bachabwärts wird er südwestlich der 288 m ü. NHN hohen Lerchenhöhe auf seiner linken Seite vom aus dem Süden kommenden Haselbrunnengraben verstärkt. Dort befindet sich nördlich der A 3 eine zweite Solaranlage.
Der Haselbach fließt nun in nordwestlicher Richtung zwischen der Lerchenhöhe auf seiner linken Seite und dem Haselberg auf der rechten durch ein weites Tal, läuft nach etwa 700 Meter an einem auf seiner rechten Seite liegenden kleinen Teich vorbei und unterfließt gleich darauf die A 3. Er zieht nun östlich der Autobahn in einem schmalen Grünstreifen durch die Felder der Flur Haderäcker an dem mit Extensivweiden und Gehölzen bewachsenen Osthang des auf seiner linken Seite stehenden und 292 m ü. NHN hohen Hügels Tannenbusch vorbei. Etwa einen Kilometer später umfließt er zwei auf seiner linken Seite liegende kleine Teiche und nimmt dann auf derselben Seite einen kleinen  Wald- und Wiesengraben auf.

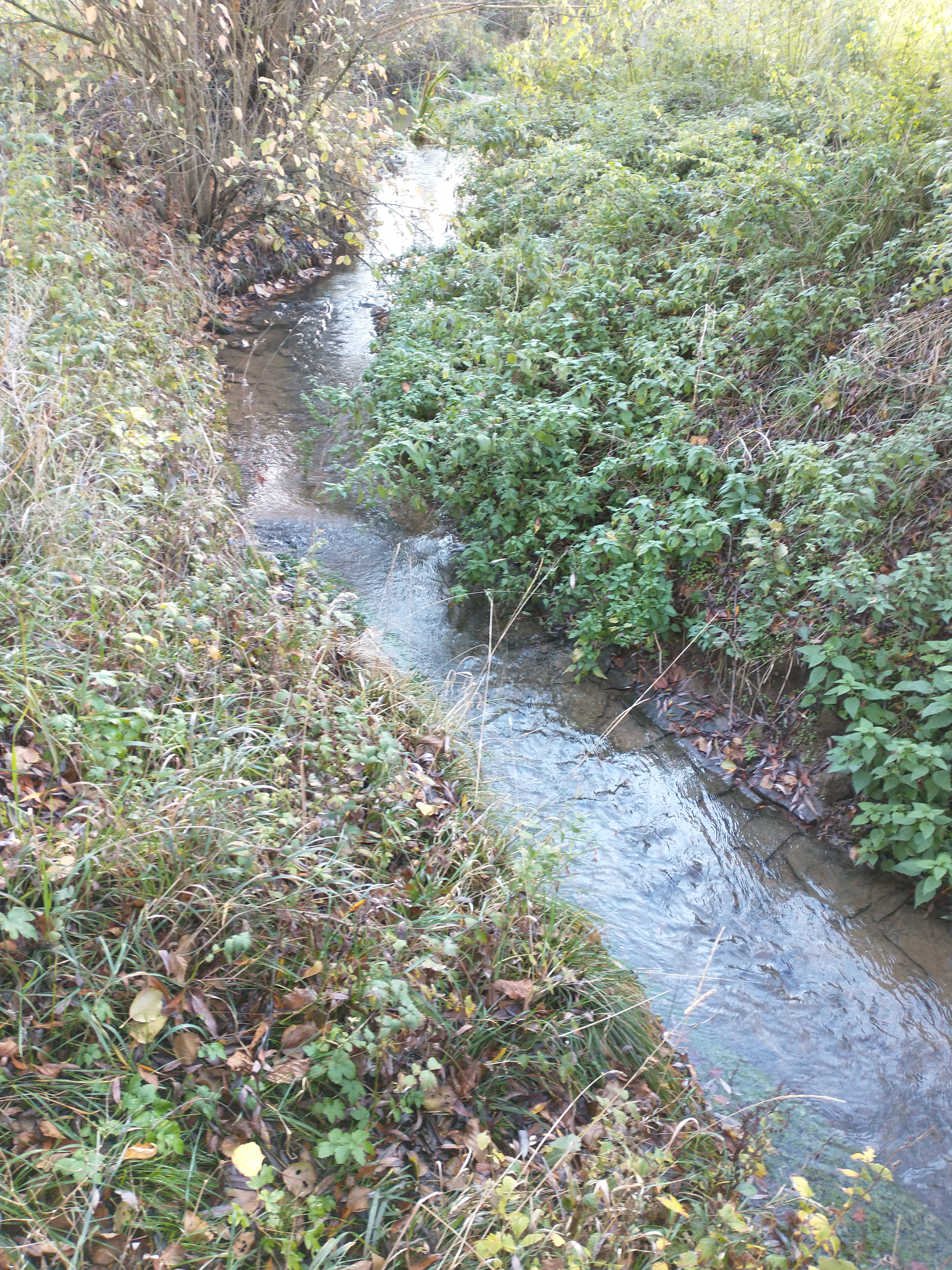
Haselbach nahe der Mündung

Der Haselbach verlässt nun die Autobahn, durchfließt gleich darauf die Überreste einer Siedlung der Linearbandkeramischen Kultur und läuft danach, begleitet von dichtem Ufergehölz, nordwärts durch die Felder der Flur Brunnrain. Er zieht dabei auf seiner linken Seite an zwei kleinen Teichen vorbei, die jenseits der dort parallel zum Bach verlaufenden B 468 liegen, und an den etwa hundert Meter entfernten untertägigen Bauteilen des im frühen 18. Jahrhundert erbauten fürstbischöflichen Jagdschlosses Mädelhofen, die auf seiner rechten liegen.
Nach etwa 750 Meter wechselt der Bach seine Laufrichtung nach Westnordwesten und wird kurz danach in der Flur Dürre Seite auf seiner rechten Seite vom Abfluss der Pfetzerquelle verstärkt.  
Der Haselbach fließt schließlich knapp 800 Meter südlich von Mädelhofen und direkt an der Gemeindegrenze von Waldbrunn zu Waldbüttelbrunn auf einer Höhe von 247 m ü. NHN mit dem von rechts aus dem Osten kommenden Waldbüttelbrunner Augraben zum Aalbach zusammen. Etwas nordöstlich der Mündung liegen die Überreste einer Siedlung der Linearbandkeramiker und der Urnenfelderzeit sowie Körpergräber aus vor- und frühgeschichtlicher Zeit.
Der 5,74 km lange Lauf des Haselbachs endet ungefähr 38 Höhenmeter unterhalb seiner Quelle, er hat somit ein mittleres Sohlgefälle von etwa 6,6 ‰.

Impressionen
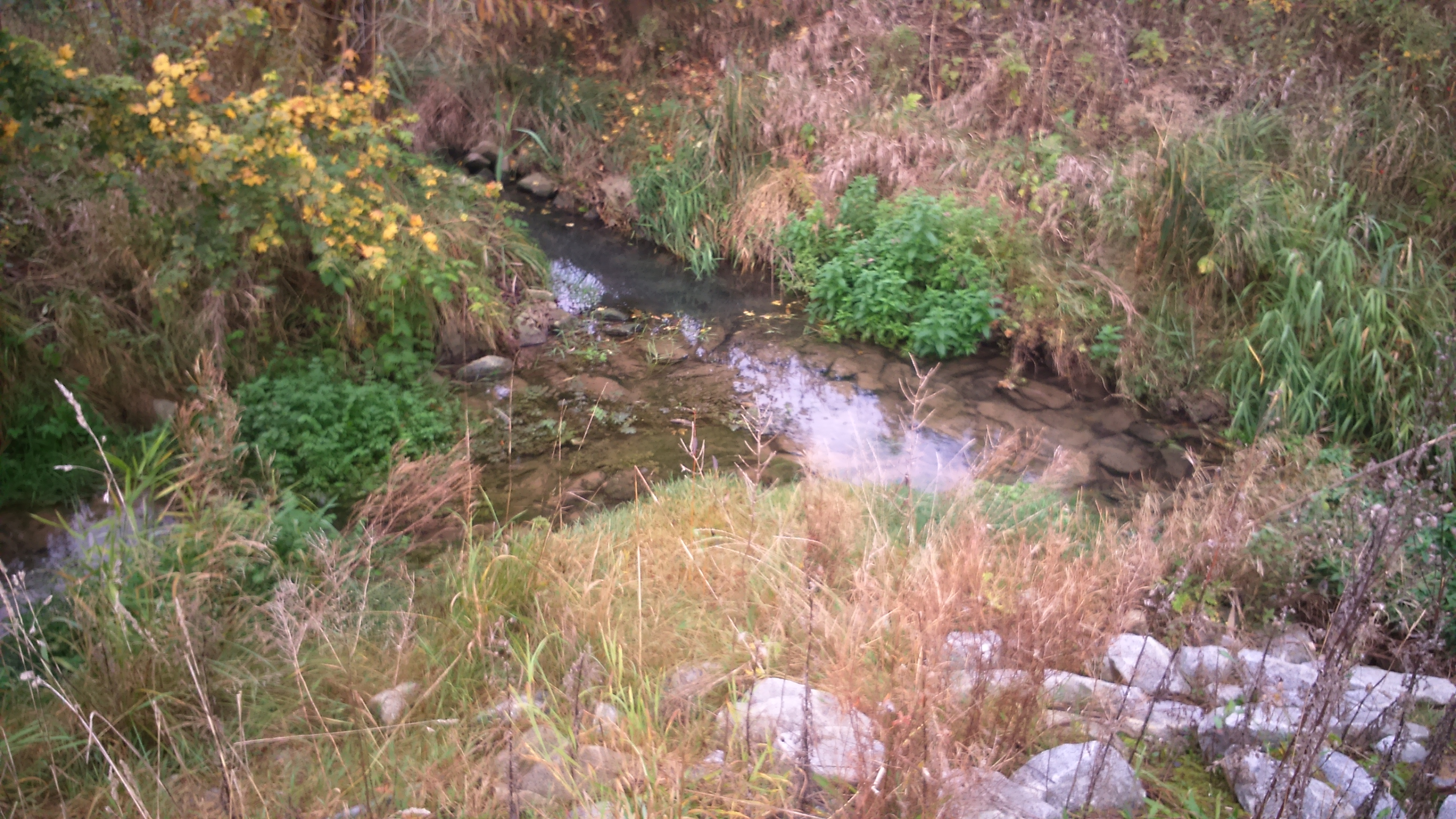
Der Haselbach bei Waldbrunn
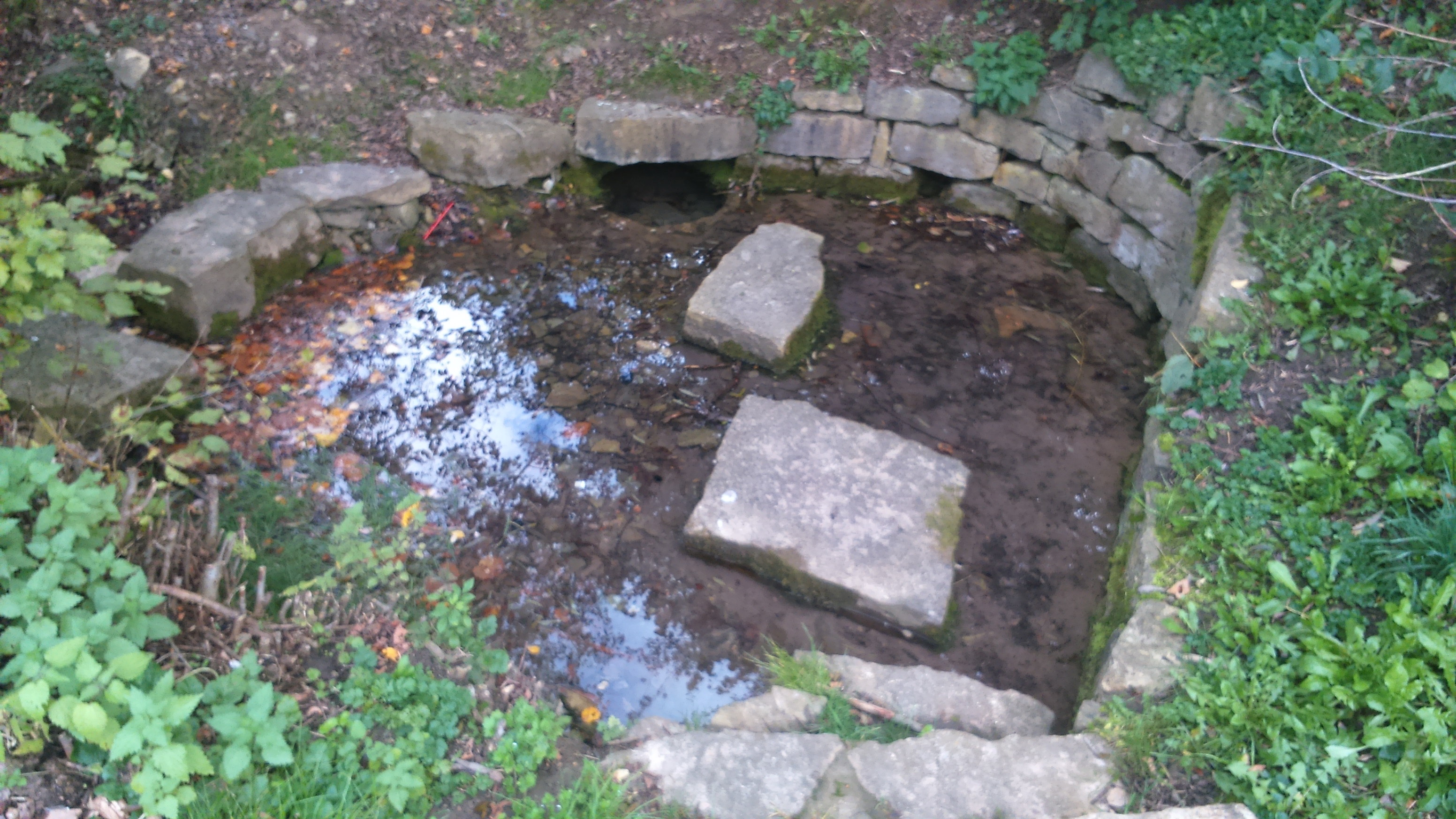
Die Pfetzerquelle
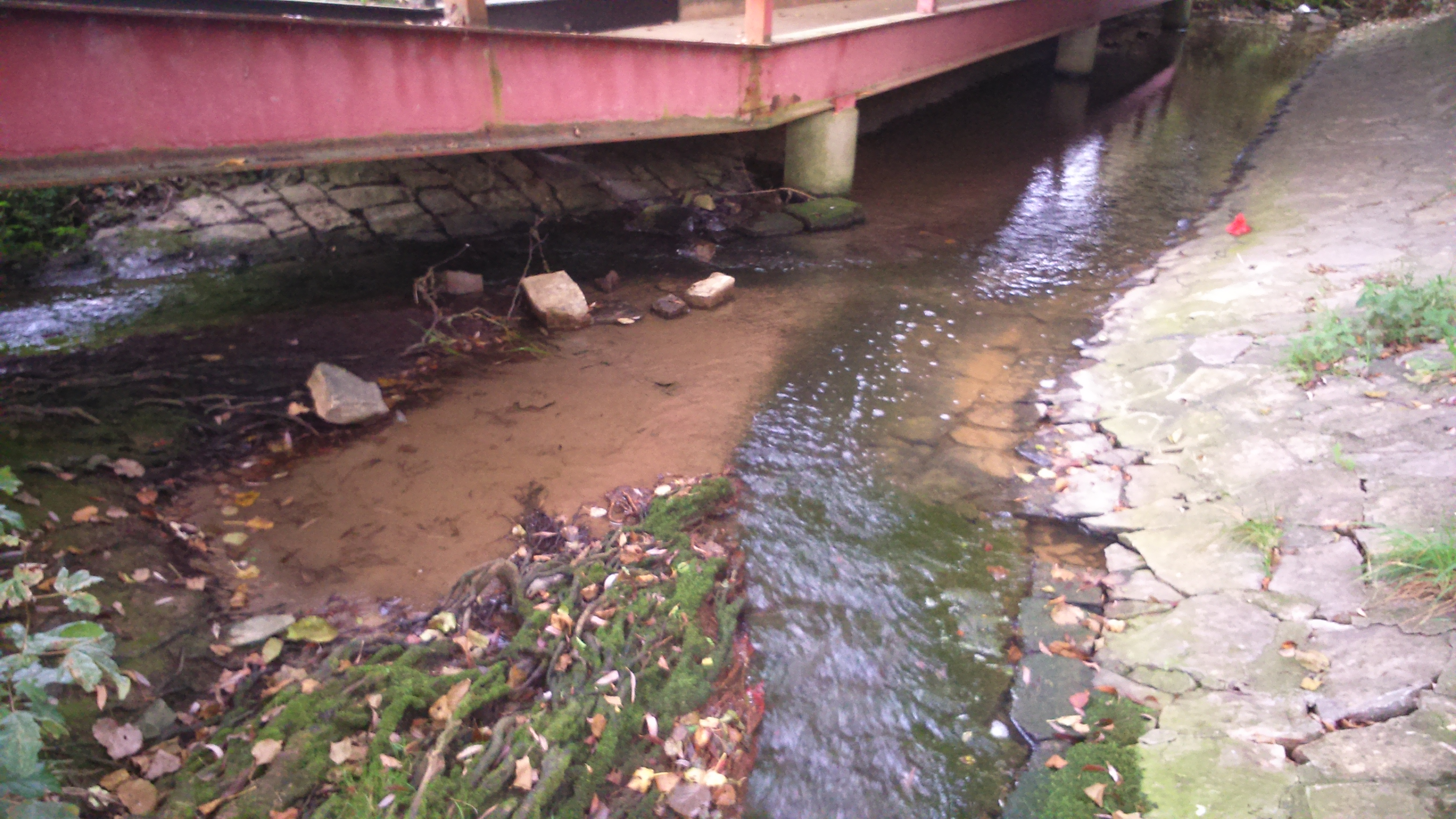
Der Zusammenfluss von Haselbach und Waldbüttelbrunner Augraben zum Aalbach

### Einzugsgebiet
Das 19,37 km² große Einzugsgebiet des Haselbachs liegt im Naturraum Eisinger Höhe und wird durch ihn über den Aalbach, den Main und den Rhein zur Nordsee entwässert.
Es grenzt
- im Nordosten an das Einzugsgebiet des Steinbachs, der in den Main mündet;
- im Osten an das des Reichenberger Bach, der über den Heigelsbach (Zwischengemäuerbach) in den Main entwässert;
- im Südosten an das des Limbachsgrabens (Schwemmgraben), der über den Grundgraben, den Rasiggraben, den Rimbach, den Schafbach und den Wittigbach in den Grünbach, die Tauber in den Main entwässert;
- im Süden an das des Kesselbodengrabens, der in den Grundgraben mündet und an das des Wolfsgrabens, der über den Gerchsheimer Graben in den Grünbach entwässert;
- im Südwesten an das des Altbachs, der in die Tauber mündet;
- im Westen an das des Welzbachs, der über den Kembach in den Main entwässert;
- im Nordwesten an das des Waldbüttelbrunner Augrabens direkt und
- im Norden an das des Bodenwiesengrabens, der in den Waldbüttelbrunner Augraben mündet.

Der südwestliche Teil des Einzugsgebiets ist überwiegend bewaldet und im nordöstlichen dominieren landwirtschaftliche Nutzflächen.

### Zuflüsse
- Haselbrunnengraben  (links), 1,1 km[4]

### Flusssystem Aalbach
- Fließgewässer im Flusssystem Aalbach